# 奥地利德语
奥地利德语（德語：Österreichisches Deutsch），也叫奥地利标准德语（德語：Österreichisches Standarddeutsch），或奧地利高地德語（德語：Österreichisches Hochdeutsch），是標準德語的變種之一，使用於奥地利和意大利的波尔扎诺自治省。基于阿勒曼尼语和奥地利-巴伐利亚语方言发展而来的。
奥地利德语的标准形式被使用于官方文本以及学校中，这些标准是由奥地利教育艺术文化部管理並发行的《奥地利词典》（Österreichisches Wörterbuch）所规定的。
由于存在相同的方言基础，奥地利德语中的一部分词语也在德国巴伐利亚州使用。

## 概述
由于德语是一种多中心的语言，奥地利德语只能算作是德语众多分支中的一种。类似于英国英语和美国英语，奥地利德语和德国德语的区别主要存在于一些小的方面，例如拼写、单词的使用以及语法上，他们之间可以进行几乎无障碍的交流。奥地利官方的德语词典《奥地利德语词典》为奥地利德语制定了一套官方的语法和拼写规则。由于语言标准的多样性，时至今天在日常生活中很多奥地利人依然会使用上德语的方言，而不是仅仅局限于同一种标准口音。

## 奥地利标准德语

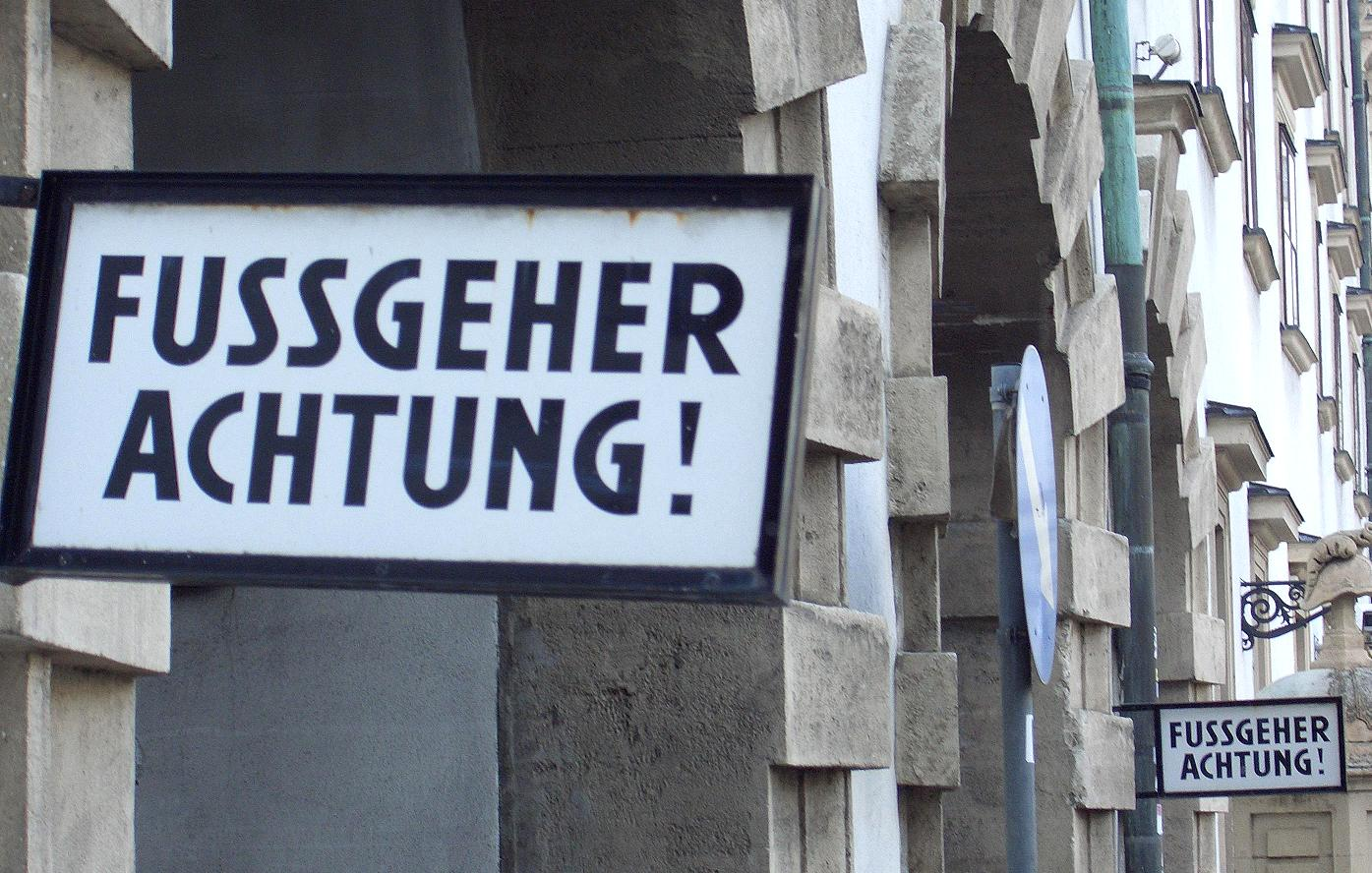
在維也納的一个路牌，图中的“Fußgeher”在德國通常被写作“Fußgänger”（意思是“行人”）

德语是一种多中心的语言，奥地利口音不应与其他标准德语的分支混淆，其与德国口音和瑞士口音存在着一些差异。例如词汇上，奥地利德语的烹饪词汇与德国德语中的存在区别，经常会造成交流障碍。同时，由于19世纪后期时奥地利没有参与德国民族国家的发展，其官方用语以及法律用语仍然保留了很多特殊的用法。一本名为的词典为奥地利德语与德国德语在这几个领域的词汇提供了对照。

## 正统标准
所谓的“正统标准”，是曾经被哈布斯堡王朝和奥匈帝国的贵族们所使用长达300多年的一种德语语言形式，这种形式的德语被用作区别于平民的高贵身份，被称作。它在发音和词汇上与其它方言有所不同，包括发音时有一些轻微的鼻音，可以与英国英语的公认发音进行对比。
在现代观念中，这种正统标准已经不再是真正的语言标准。有关于正统标准德语，参见以下的影片：
- "Crown Prince" Otto von Habsburg http://www.youtube.com/watch?v=ilb7VvGx1Is （页面存档备份，存于） （英语）
- Emperor Charles I. of Austria (1916–1918)http://www.youtube.com/watch?v=jMU9FFzez1A （页面存档备份，存于）
- Emperor Franz Joseph (1848–1916) http://www.youtube.com/watch?v=jecUwMPk8pE&feature=related （页面存档备份，存于）

## 书面语的特殊形式
曾经有许多年的时间，奥地利的政府文件采用了一种特殊形式的书面语，被称作“奥地利官话”。这种形式的书面语可能来自于中世纪时期的文档，具有非常复杂的结构以及词汇，通常只用于此类文件中。对于大多数德语使用者（甚至包括母语使用者），这种书面语也是难以被理解的，因为其包含了大量的外交、政治和军事等术语。由于这种书面语由政府官方所统一使用，因此没有地区之间的区别。
通过政府改革，现在这种官话形式的书面语已经越来越少地被使用，取而代之的是逐渐被广泛使用的标准德语。
当奥地利成为欧盟的成员后，有23个奥地利德语中的农业术语在第10号协议中被提及，并规定这些奥地利德语中特有的名词与其在标准德语中所对应的词具有同样的法律效力。奥地利德语也是众多多中心语言的变种中唯一一个获得了国际法和欧盟法认可的语言变种。

## 语法

### 构词法
与德国标准德语不同，奥地利德语在构词时通常会在两个词之间添加间缀，例如和（在标准德语中写作和）。在构成分词的时候通常也会加上间缀“-s-”，例如。这些间缀有的时候会被错误地认成德语的第二格。
此外，有的时候在标准德语中出现的间缀在奥地利德语中却没有出现，例如在奥地利德语中写作而不是“ ”，而不是等。

### 动词变位
在奥地利德语中，动词的第二人称复数的现在时和完成时的变位通常会以“-ts”为词尾，主要是为了与第三人称单数区分，这种情况在主语丢失的情况下比较突出，例如。这个现象是一个表示双数的人称代词 és [eˑs] 带来的，但在现代奥地利德语中这个人称代词已经消失。在一些奥地利-巴伐利亚语方言区中，这个人称代词依旧独立存在。

### 完成式
在奥地利德语中，一些表达身体状态的动词的完成式也像表达运动的动词的完成式一样采用助动词构建，这些词在标准德语中应该采用进行完成式的构建，例如、等。

### 过去式
“过去式”在奥地利德语中被称为，与许多其他语言相反，它在口语中较少被使用。采用过去式的表达例如或者会让人听起来比较奇怪，一般只有动词和才会直接采用过去式的形式。对于前面所提到的两个例子，较为正常的说法是和。然而在书面语中，过去式的使用则较为频繁。
上德语中的过去式在很早的时候就已经消失了。对于这一现象有一种解释说，这是由于德语过去式的词尾“-e”以及“-te”在使用的过程中通常会丢掉，例如变为、变为，而这种变化会导致过去式与第三人称单数的动词变位无法区分，后来过去式就渐渐地不再被使用了。另一种解释则称，人们逐渐习惯使用虚拟式，因此过去式逐渐就不再被使用或者被虚拟式所替代了。
不仅仅奥地利德语具有这种口语中不经常使用过去式的现象，在捷克语、斯洛文尼亚语、法语等语言区中都存在这种现象。

### 虚拟式的使用
和标准德语一样，奥地利德语在口语中经常直接采用直陈式来转述他人的话。在奥地利德语中，如果当一个句子使用了虚拟式来表达，通常表达出一种不相信、不信任的情感。例如：
- （采用直陈式）
- （采用虚拟式）
  - 采用虚拟式实际上表达了说话者对所引述的话的不相信。

### 词性
在奥地利德语中，有一些单词的词性发生了变化，现列出一些单词作为示例：
以下四组单词，每一组的第一个为奥地利德语用法：
- （瑞士与德国使用）
- （德国除东南部以外使用）
- （德国除东南部以外使用）
- （瑞士与德国除东南部以外使用）

一些外来词的词性也发生了变化，例如：
- （瑞士和德国东南部也使用中性）[5]
- （奥地利和瑞士两性都在使用）[6]
- （奥地利两性都在使用）[7]
- （奥地利两性都在使用）[8]

由于存在着不同的地区性标准，在奥地利内一些单词的词性也有不同，例如：
- （甚至在超市的标签牌上也这样写）
- （用于指示接收广播的设备）

### 俚语与俗语
| 奥地利                               | 德国                  |
| ------------------------------------ | --------------------- |
| （也在巴伐利亚地区使用）             |                       |
| （口语中使用）;                      |                       |
|                                      |                       |
|                                      |                       |
| （在巴伐利亚地区口语中也被使用）（） | （与时间有关）, （）, |
|                                      | （多见于北部）        |
| （也在南德地区使用）                 |                       |